# Acalypha diminuta
Acalypha diminuta é uma espécie de flor do gênero Acalypha, pertencente à família Euphorbiaceae.